# Mark Daly
Mark Daly, né le 12 mars 1973 à Cork, est un homme politique irlandais, membre du Fianna Fáil.
Il occupe le poste de président du Seanad Éireann depuis février 2025, après l'avoir déjà occupé de juin 2020 à décembre 2022.
Il est sénateur du comité administratif depuis juillet 2007,.

## Jeunesse
Daly est né à Cork en 1973, mais est originaire de Kenmare, dans le comté de Kerry. Il est agent immobilier qualifié. Il termine troisième de l'émission de télé-réalité RTÉ Treasure Island en 2002 .

## Carrière politique
Il travaille d'abord comme assistant du député européen Brian Crowley. Daly est ensuite porte-parole au Seanad du Fianna Fáil pour le développement à l'étranger et porte-parole adjoint pour l'innovation, Bureau des travaux publics et de la jeunesse. Il est également membre de la commission mixte des affaires étrangères de l'Oireachtas et de la commission des affaires étrangères sur les droits de l'homme.
Le 30 mai 2010, il est l'un des trois hommes politiques irlandais empêchés par les autorités de quitter Chypre pour rejoindre une flottille internationale transportant de l'aide vers la bande de Gaza assiégée.
En 2011, il est nommé porte-parole du Fianna Fáil Seanad pour les communications, l'énergie et les ressources naturelles.
Daly réussit à faire rappeler le Seanad de ses vacances d'été 2013 lors d'un débat sans précédent pour discuter d'une directive européenne transposée dans la loi irlandaise par le ministre de la Santé James Reilly sans débat au Dáil ou au Seanad,. Le vote est partagé et remporté par le gouvernement grâce à la voix prépondérante du Cathaoirleach du Seanad.